# 靜岡縣立美術館

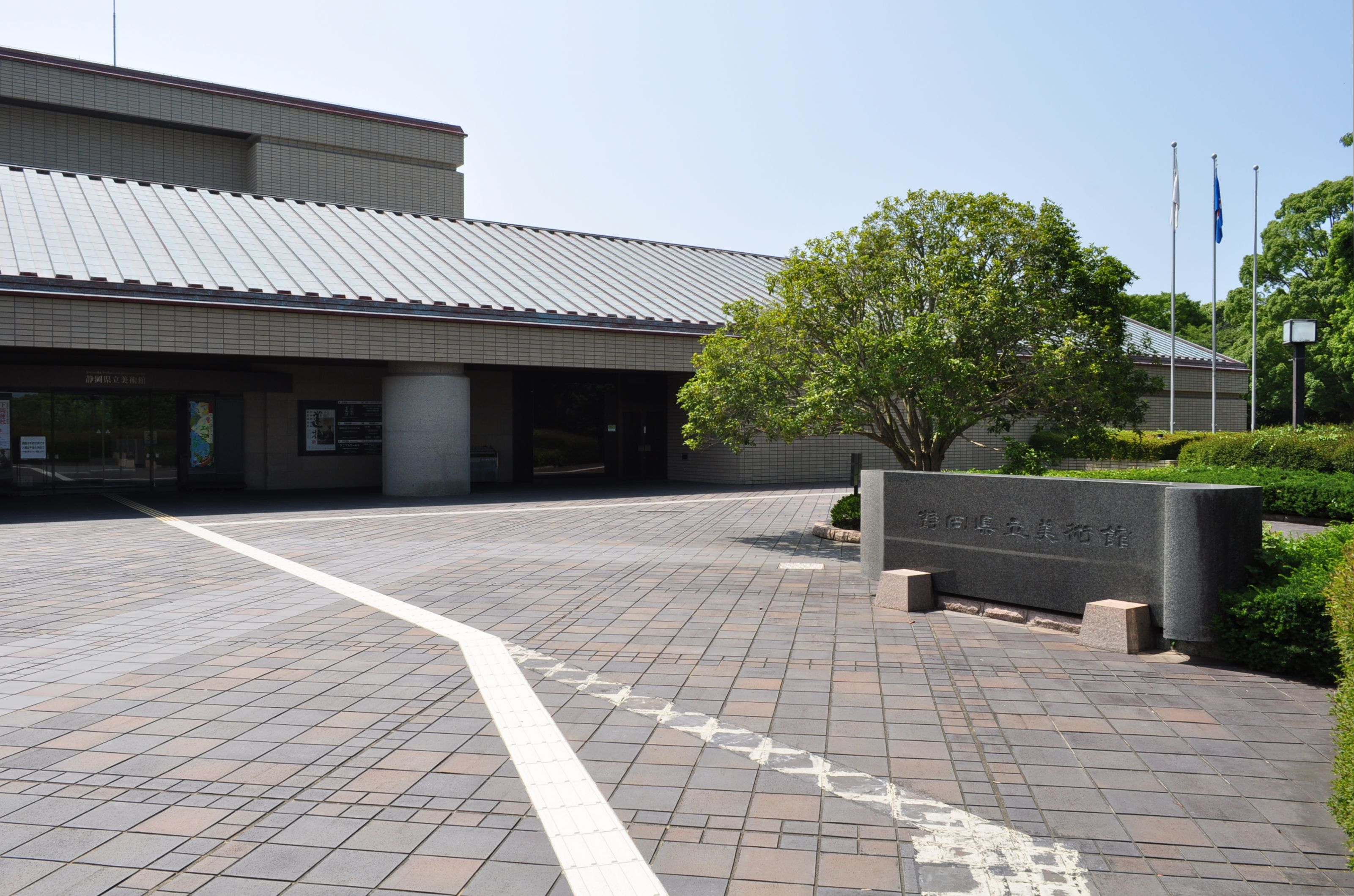
静岡県立美術館

靜岡縣立美術館（日语：しずおかけんりつびじゅつかん）是一個位於日本靜岡縣静岡市駿河區的静岡縣立的美術館。

## 历史
1986年建成开馆，靜岡縣立美術館地處靜岡市南部的縣文化中心之內的一座小山上，在山上可一望靜岡市市區、富士山及南阿爾卑斯山的景色。美術館主要收藏17世紀之後東西的山水·風景畫以及和靜岡縣有關的美術家的作品、富士山的繪畫和羅丹等雕刻家的近代雕塑。

## 外部連結
- 静岡県立美術館 Shizuoka Prefectural Museum of Art （页面存档备份，存于）